# 1964-es Formula–1 mexikói nagydíj
Az 1964-es Formula–1-es világbajnokság szezonzáró futama a mexikói nagydíj volt.

## Futam
A szezonzáró mexikói nagydíjon Clark indult az első helyről, Gurney, Bandini és Surtees előtt.
A skót bajnoki esélyei jelentősen megnőttek, amikor a rajt után megtartotta a vezetést, míg riválisai jelentősen visszaestek. Hill sisakja megsérülése miatt a tizedik, Surtees kihagyó motorja (később megjavult) miatt a tizenharmadik helyre esett vissza, de mindketten vissza tudtak zárkózni az élmezőnybe. Hill a 12. körben szerezte meg a címéhez szükséges harmadik helyet. A mögötte haladó Bandini megpróbálta megelőzni Hillt, de a hajtűkanyarban nekiütközött, mindketten kicsúsztak, így Surteesé lett a harmadik hely. Bár mindketten vissza tudtak állni (Bandini később visszaelőzte Surteest), Hill a BRM sérült kipufogói miatt kiállt a boxba, címe innentől kezdve riválisai helyezésén múlt. Úgy tűnt, az élen haladó Clark megszerzi második bajnoki címét, de hét körrel a leintés előtt a Lotusból olaj kezdett szivárogni, majd a motor az utolsó körben meg is állt. A versenyt így Dan Gurney nyerte. Bandini elengedte Surteest, aki így második helyével elegendő pontot szerzett, hogy világbajnok legyen.
A 40 pontos John Surtees az egyetlen versenyző, aki a Gyorsaságimotoros-világbajnokságban és a Formula–1-ben egyaránt bajnok lett. Graham Hill második, Jim Clark harmadik lett a bajnokságban. A konstruktőri versenyt a Ferrari nyerte a BRM és a Lotus-Climax előtt.
| Helyezés | #  | Versenyző       | Csapat/Motor   | Futott körök | Idő/Kiesés oka     | Rajthely | Pontszám |
| -------- | -- | --------------- | -------------- | ------------ | ------------------ | -------- | -------- |
| 1        | 6  | Dan Gurney      | Brabham-Climax | 65           | 2:09'50,32         | 2        | 9        |
| 2        | 7  | John Surtees    | Ferrari        | 65           | + 1'08,94          | 4        | 6        |
| 3        | 8  | Lorenzo Bandini | Ferrari        | 65           | + 1'09,63          | 3        | 4        |
| 4        | 2  | Mike Spence     | Lotus-Climax   | 65           | + 1'21,86          | 5        | 3        |
| 5        | 1  | Jim Clark       | Lotus-Climax   | 64           | Motorhiba          | 1        | 2        |
| 6        | 18 | Pedro Rodríguez | Ferrari        | 64           | + 1 kör            | 9        | 1        |
| 7        | 9  | Bruce McLaren   | Cooper-Climax  | 64           | + 1 kör            | 10       |          |
| 8        | 4  | Richie Ginther  | BRM            | 64           | + 1 kör            | 11       |          |
| 9        | 10 | Phil Hill       | Cooper-Climax  | 63           | Motorhiba          | 15       |          |
| 10       | 17 | Moisés Solana   | Lotus-Climax   | 63           | + 2 kör            | 14       |          |
| 11       | 3  | Graham Hill     | BRM            | 63           | + 2 kör            | 6        |          |
| 12       | 11 | Innes Ireland   | BRP-BRM        | 61           | + 4 kör            | 16       |          |
| 13       | 23 | Hap Sharp       | Brabham-BRM    | 60           | + 5 kör            | 19       |          |
| 14       | 15 | Chris Amon      | Lotus-BRM      | 46           | Váltó              | 12       |          |
| 15       | 5  | Jack Brabham    | Brabham-Climax | 44           | Elektronika        | 7        |          |
| 16       | 14 | Mike Hailwood   | Lotus-BRM      | 12           | Motor túlmelegedés | 17       |          |
| 17       | 22 | Jo Siffert      | Brabham-BRM    | 11           | Üzemanyag-pumpa    | 13       |          |
| 18       | 16 | Jo Bonnier      | Brabham-Climax | 9            | Felfüggesztés      | 8        |          |
| 19       | 12 | Trevor Taylor   | BRP-BRM        | 6            | Motor túlmelegedés | 18       |          |

## A világbajnokság végeredménye
| H   | Versenyzők      | Pont    | H   | Konstruktőrök          | Pont    |
| --- | --------------- | ------- | --- | ---------------------- | ------- |
| 1.  | John Surtees    | 40      | 1.  | Ferrari                | 45 (49) |
| 2.  | Graham Hill     | 39 (41) | 2.  | BRM                    | 42 (51) |
| 3.  | Jim Clark       | 32      | 3.  | Lotus-Climax           | 37 (40) |
| 4.  | Lorenzo Bandini | 23      | 4.  | Brabham-Climax         | 30      |
| 5.  | Richie Ginther  | 23      | 5.  | Cooper-Climax          | 16      |
| 6.  | Dan Gurney      | 19      | 6.  | Brabham-BRM            | 7       |
| 7.  | Bruce McLaren   | 13      | 7.  | BRP-BRM                | 5       |
| 8.  | Jack Brabham    | 11      | 8.  | Lotus-BRM              | 3       |
| 9.  | Peter Arundell  | 11      | 9.  | Derrington-Francis-ATS | 0       |
| 10. | Jo Siffert      | 7       | 10. | Honda                  | 0       |

(A teljes lista)

## Statisztikák
Vezető helyen:
- Jim Clark: 63 (1-63)
- Dan Gurney: 2 (64-65)

Dan Gurney 3. győzelme, Jim Clark 18. pole-pozíciója, 17. leggyorsabb köre.
- Brabham 2. győzelme.